# Resolució 993 del Consell de Seguretat de les Nacions Unides
La Resolució 993 del Consell de Seguretat de les Nacions Unides fou adoptada per unanimitat el 12 de maig de 1995. Després de reafirmar totes les resolucions desobre Geòrgia, particularment la 971 (1995), el Consell va discutir els esforços per a un enfocament polític acord entre Geòrgia i Abkhàzia i va ampliar el mandat de la Missió d'Observació de les Nacions Unides a Geòrgia (UNOMIG) fins al 12 de gener de 1996.
El Consell de Seguretat va considerar que no s'havia avançat prou cap a un acord polític. Es va donar la benvinguda a les consultes sobre una nova constitució per a Geòrgia. També es va reafirmar que tots els refugiats i persones desplaçades tenien dret a tornar, deplorant la decisió de les autoritats abkhazes per l'obstrucció d'aquest procés. El retorn dels refugiats a Gali podria ser ben rebut. Es va instar a ambdues parts a complir amb el dret internacional humanitari. A més, es va reconèixer que els programes d'ajuda humanitària patien d'escassetat de finançament. Hi havia hagut un alto el foc que generalment s'observava si bé encara hi havia atacs contra civils a la regió de Gali.
Després d'ampliar el mandat de la UNOMIG fins al 12 de gener de 1996, el Consell es va convidar a les parts en conflicte a avançar en les negociacions. Mentrestant, les autoritats d'Abkhàzia havien de vetllar per accelerar el retorn dels refugiats. Les mesures addicionals adoptades per la UNOMIG i la força de manteniment de la pau de la Comunitat d'Estats Independents (CEI) a la regió de Gali van ser rebudes pel Consell. Es va demanar al Secretari General Boutros Boutros-Ghali que considerés maneres de millorar el respecte dels drets humans a la regió.
Es va instar a tots els països a que aportessin fons al fons per a la realització d'ajudes humanitàries i la implementació d'acords, en particular en el desminatge. Cada tres mesos, el Secretari General havia d'informar al Consell sobre la situació a Geòrgia i a Abkhàzia i a les operacions de la UNOMIG.